# Letnie Igrzyska Olimpijskie 1964
XVIII Letnie Igrzyska Olimpijskie (oficjalnie Igrzyska XVIII Olimpiady) odbyły się w 1964 roku w Tokio (Japonia). Były to pierwsze igrzyska olimpijskie rozgrywane na kontynencie azjatyckim. Igrzyska te były jednymi z najlepiej zorganizowanych i najsprawniej przeprowadzanych w dotychczasowej historii. Dzięki zorganizowaniu igrzysk Japonia zerwała z opinią kraju imperialnego, militarnego i zrujnowanego po przegranej wojnie oraz wypromowała się na międzynarodowej arenie jako kraj nowoczesny i atrakcyjny do zagranicznych inwestycji. Przygotowania do igrzysk poprzedzone były modernizacją kraju, co przejawiało się m.in. budową nowych obiektów sportowych, rozbudową metra tokijskiego i uruchomieniem shinkansenu – pierwszej na świecie superszybkiej kolei. Igrzyska w „Kraju kwitnącej wiśni” stały się imprezą łączącą tradycje ze współczesnością (zastosowano m.in. najnowsze techniki pomiarów wyników). Były to także pierwsze na świecie igrzyska transmitowane w telewizji w kolorze. Po wykluczeniu przez organizatorów niektórych sportowców z Indonezji oraz Korei Północnej kraje te wycofały swoje reprezentacje. MKOL nie wyraził zgody na występ ekip RPA, co było reakcją na rasistowską (w stosunku do czarnoskórej większości) politykę rządu w Pretorii.
Do programu igrzysk wprowadzono kobiecą i męską siatkówkę oraz narodowy sport Japonii – judo. Lekkoatletyka poszerzona została o dwie nowe konkurencje: pięciobój lekkoatletyczny (późniejszy siedmiobój) oraz bieg na 400 metrów (obie wśród kobiet). Igrzyska olimpijskie w Tokio były rekordowe pod względem osiągniętych wyników – pobito 37 rekordów świata i 77 olimpijskich.

## Państwa uczestniczące

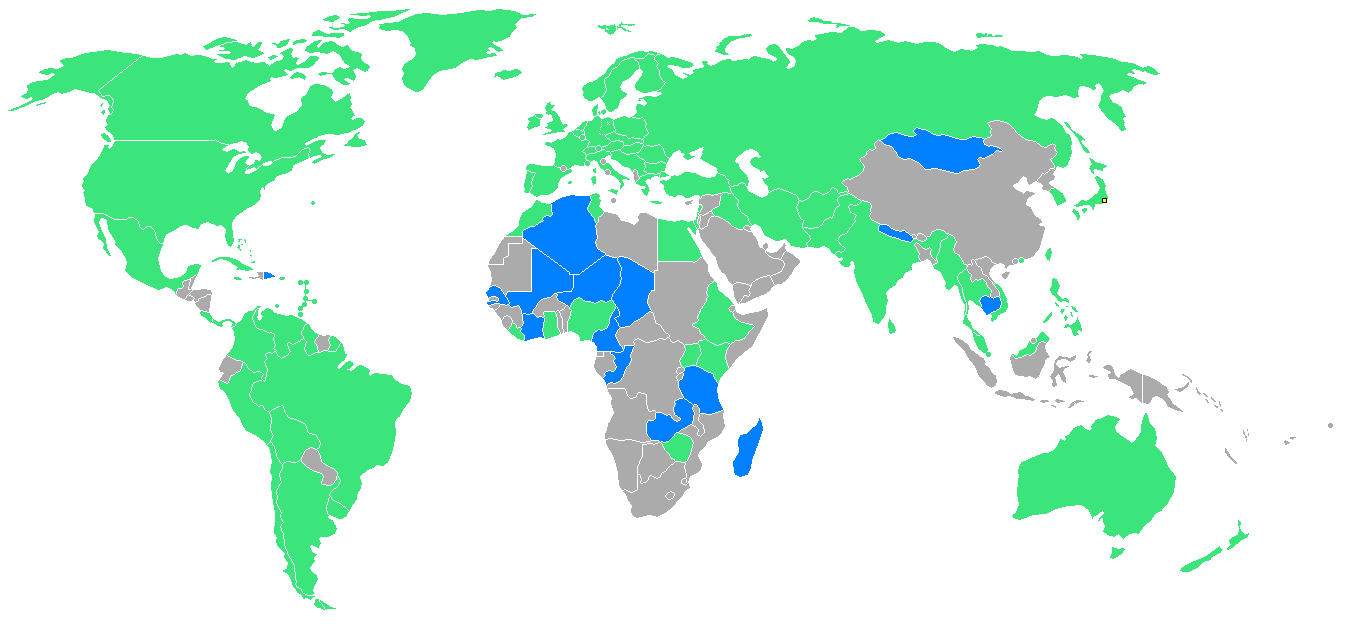
Państwa uczestniczące

| - Afganistan - Algieria - Antyle Holenderskie - Argentyna - Australia - Austria - Bahamy - Belgia - Bermudy - Birma - Boliwia - Brazylia - Bułgaria - Cejlon - Chile - Republika Chińska - Czad - Czechosłowacja - Dania - Dominikana - Etiopia - Filipiny - Finlandia - Francja | - Ghana - Grecja - Gujana Brytyjska - Hiszpania - Holandia - Hongkong - Indie - Irak - Iran - Irlandia - Islandia - Izrael - Jamajka - Japonia - Jugosławia - Kambodża - Kamerun - Kanada - Kenia - Kolumbia - Kongo - Korea Południowa - Kostaryka - Kuba | - Liban - Liberia - Libia - Liechtenstein - Luksemburg - Madagaskar - Malezja - Mali - Maroko - Meksyk - Monako - Mongolia - Nepal - Niemcy - Niger - Nigeria - Norwegia - Nowa Zelandia - Pakistan - Panama - Peru - Polska - Portoryko - Portugalia | - Rodezja Północna - Rodezja Południowa - Rumunia - Senegal - Stany Zjednoczone - Szwajcaria - Szwecja - Tajlandia - Tanganika - Trynidad i Tobago - Tunezja - Turcja - Uganda - Urugwaj - Wenezuela - Węgry - Wielka Brytania - Wietnam Południowy - Włochy - Wybrzeże Kości Słoniowej - Zjednoczona Republika Arabska - ZSRR |

Na Igrzyskach w Tokio zadebiutowało 15 państw: Algieria, Czad, Dominikana, Kamerun, Kongo, Libia, Madagaskar, Malezja, Mali, Mongolia, Nepal, Niger, Senegal, Tanzania (jako Tanganyika) i Zambia (jako Rodezja Północna).

## Wyniki

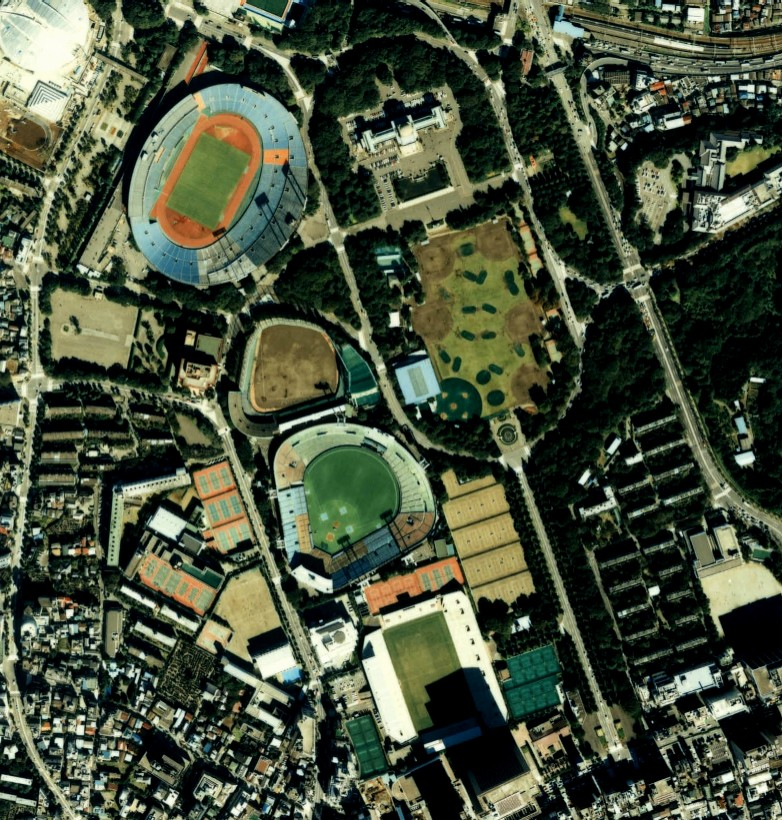
Zdjęcie okolicy z 1989

| - boks - gimnastyka - hokej na trawie - jeździectwo - judo - kajakarstwo - kolarstwo - koszykówka - lekkoatletyka - pięciobój nowoczesny - piłka nożna |  | - piłka wodna - pływanie - podnoszenie ciężarów - siatkówka - skoki do wody - strzelectwo - szermierka - wioślarstwo - zapasy - żeglarstwo |

### Dyscypliny pokazowe
- baseball
- budo

## Statystyka medalowa

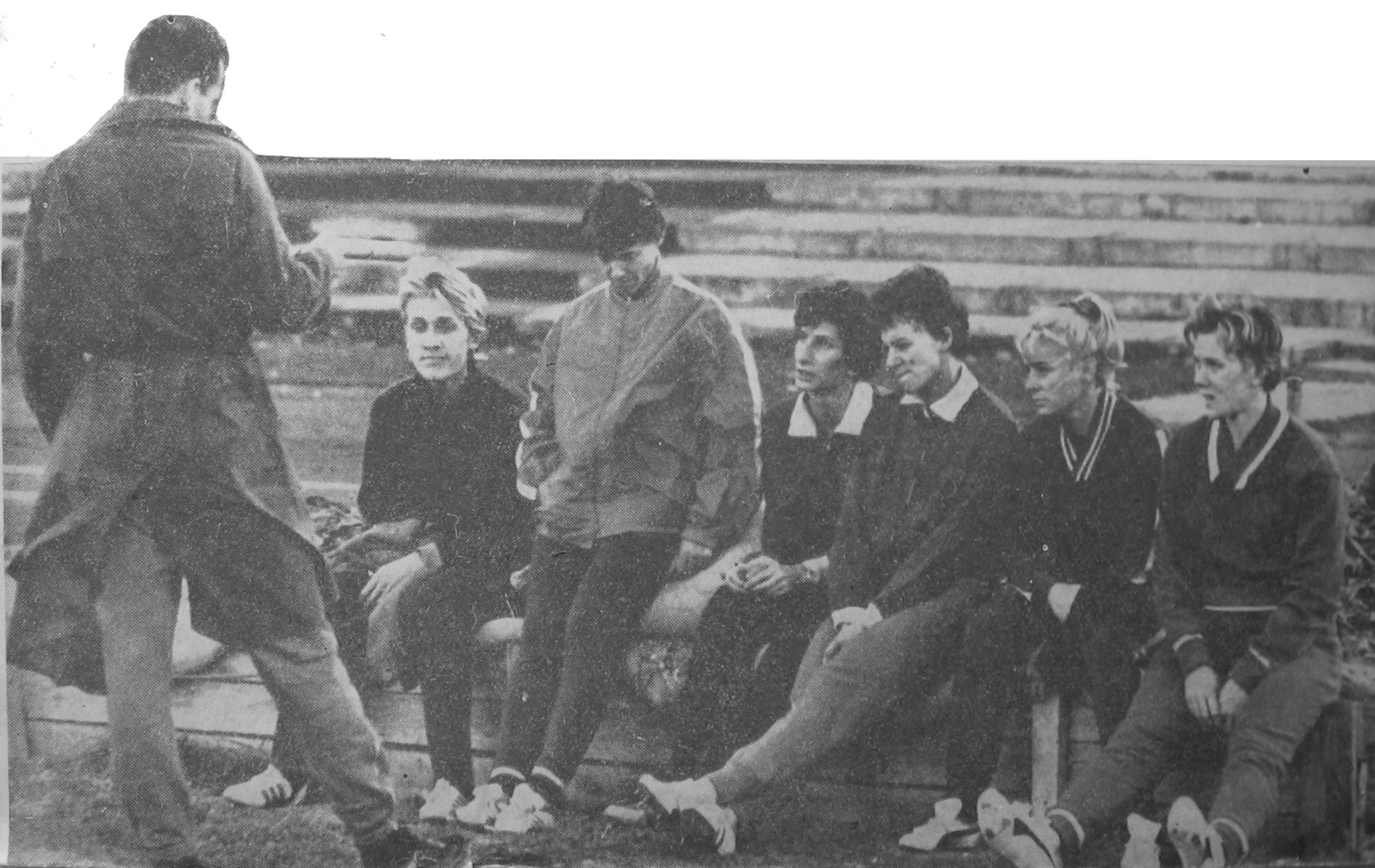
Trener Andrzej Piotrowski na odprawie przed olimpiadą z polskimi lekkoatletkami (od lewej): Ewa Kłobukowska, Maria Piątkowska, Irena Kirszenstein, Halina Górecka, Barbara Sobotta i Teresa Ciepły

| Klasyfikacja medalowa              |                   |       |        |      |       |
| Lp.                                | Państwo           | złoto | srebro | brąz | razem |
| 1                                  | Stany Zjednoczone | 36    | 26     | 28   | 90    |
| 2                                  | ZSRR              | 30    | 31     | 35   | 96    |
| 3                                  | Japonia           | 16    | 5      | 8    | 29    |
| 4                                  | Niemcy            | 10    | 22     | 18   | 50    |
| 5                                  | Włochy            | 10    | 10     | 7    | 27    |
| 6                                  | Węgry             | 10    | 7      | 5    | 22    |
| 7                                  | Polska            | 7     | 6      | 10   | 23    |
| 8                                  | Australia         | 6     | 2      | 10   | 18    |
| 9                                  | Czechosłowacja    | 5     | 6      | 3    | 14    |
| 10                                 | Wielka Brytania   | 4     | 12     | 2    | 18    |
| Zobacz pełną klasyfikację medalową |                   |       |        |      |       |